# Nelson Coral
Nelson Coral (Puerto Asís, Putumayo, Colombia; 1 de mayo de 1993) es un futbolista colombiano. Juega de lateral o volante con perfil izquierdo y su equipo actual es el Deportivo Pasto de la Categoría Primera A colombiana.

## Trayectoria
Su debut con el Pasto en el primer equipo se dio en la Copa Colombia 2011 el 23 de febrero de 2011 en la derrota por 1-0 frente al Deportivo Cali, partiendo como titular junto a otro debutante y paisano Arbey Díaz. Luego, el 24 de abril de 2011, Nelson anotaría su primer gol como profesional con el Pasto, gol que le dio la victoria por 1-0 sobre el Uniautónoma en el torneo de la Categoría Primera B.
Consiguiendo el ascenso del Pasto a la primera categoría en el 2011, jugando tanto para el equipo Sub-20 como para el profesional. Nelson se proyecta como una de las grandes esperanzas del equipo y desde ya se entrena con el primer equipo.   

## Clubes
| Club            | País     | Año           |
| --------------- | -------- | ------------- |
| Deportivo Pasto | Colombia | 2011-presente |

## Palmarés

### Campeonatos nacionales
| Título    | Club            | País     | Año  |
| --------- | --------------- | -------- | ---- |
| Primera B | Deportivo Pasto | Colombia | 2011 |

## Estadísticas

### Clubes
| Deportivo Pasto · Colombia                 | 2011                | - | - | 6  | 0 | 9 | 1 | 15 | 1 |
| Deportivo Pasto · Colombia                 | 2012                | 0 | 0 | 5  | 0 | - | - | 5  | 0 |
| Deportivo Pasto · Colombia                 | Total               | 0 | 0 | 11 | 0 | 9 | 1 | 20 | 1 |
| Total en su carrera                        | Total en su carrera | 0 | 0 | 11 | 0 | 9 | 1 | 20 | 1 |
| Estadísticas hasta el 21 de junio de 2012. |                     |   |   |    |   |   |   |    |   |